# Aquara
Aquara là một đô thị (comune) thuộc tỉnh Salerno trong vùng Campania của Ý. Aquara có diện tích 32 km2, dân số là 1660 người (thời điểm ngày 1 tháng 5 năm 2009).